# Lascoria maronialis
Lascoria maronialis là một loài bướm đêm thuộc họ Noctuidae. Nó được tìm thấy ở Nam Mỹ, bao gồm Guyane thuộc Pháp.